# Colobocerasides koehleri
Colobocerasides koehleri is een mijtensoort uit de familie van de Halacaridae. De wetenschappelijke naam van de soort is voor het eerst geldig gepubliceerd in 1896 door Trouessart.